# Anthony Andeh
Anthony Andeh est un boxeur nigérian né le 16 août 1945 à Mmaku et mort le 12 mai 2010. Il est le frère du boxeur Davidson Andeh.

## Carrière
Anthony Andeh est médaillé d'argent dans la catégorie des poids légers aux championnats d'Afrique d'Accra en 1964.
Aux Jeux olympiques d'été de 1964 à Tokyo, il est éliminé au deuxième tour dans la catégorie des poids plumes par le Birman Tin Tun.
Il est ensuite médaillé d'argent dans la catégorie des poids légers aux Jeux africains de Brazzaville en 1965 ainsi qu'aux championnats d'Afrique de Lagos en 1966 avant d'obtenir la médaille d'or dans la même catégorie aux Jeux de l'Empire britannique et du Commonwealth de Kingston en 1966.